# プティト・サンチュール

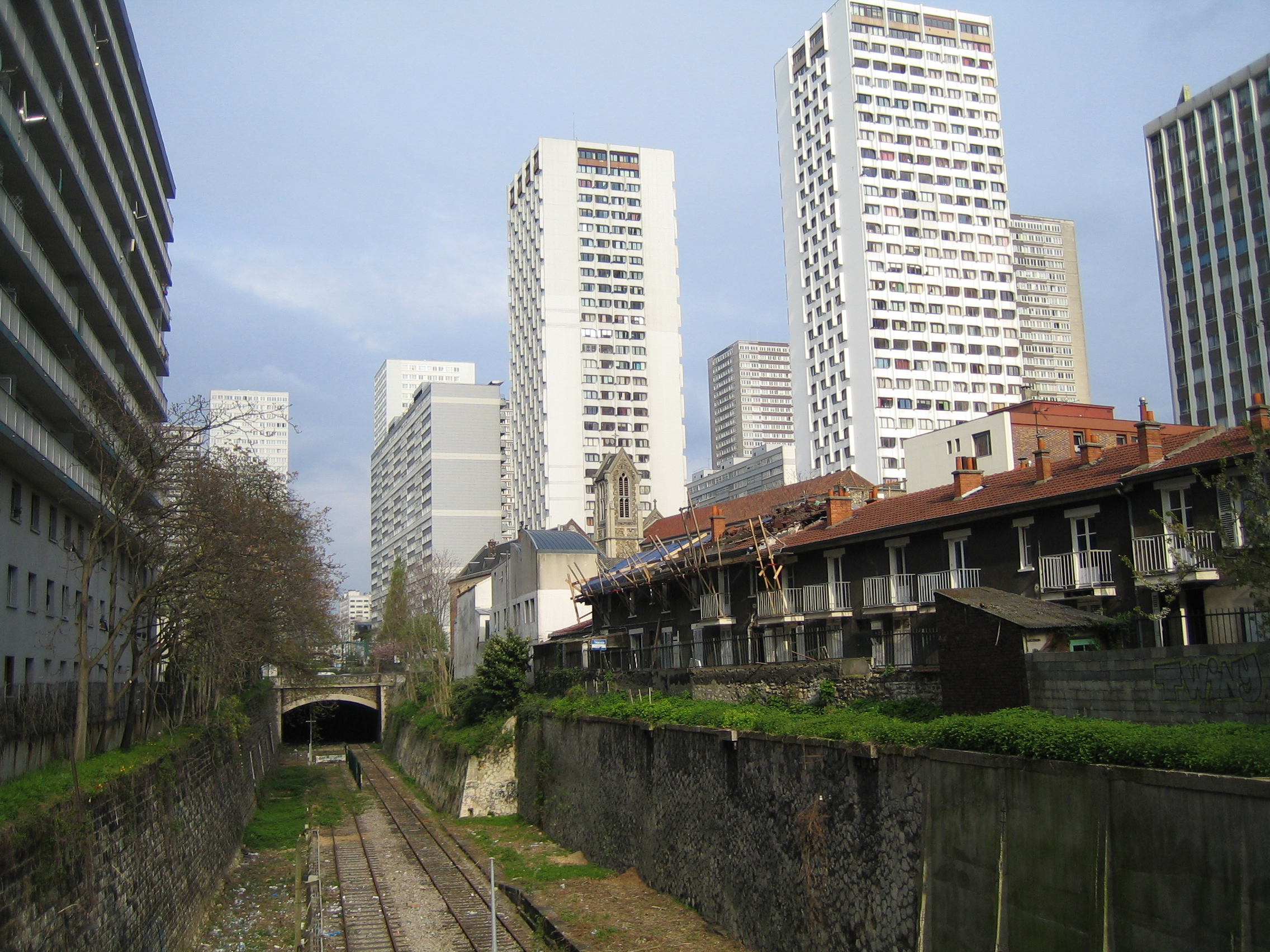
13区に残る廃線跡

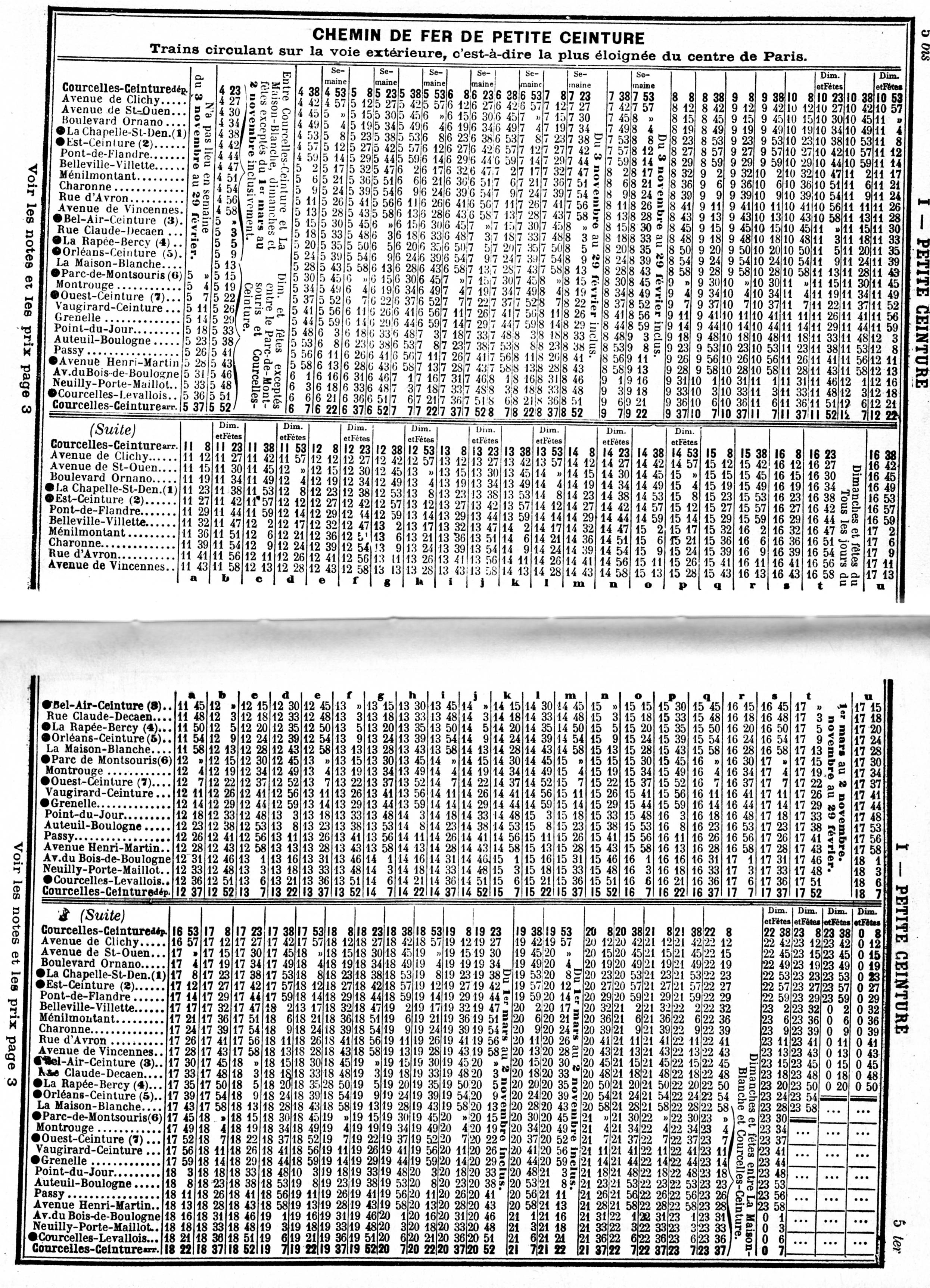
1914年5月当時のプティト・サンチュールの時刻表

プティト・サンチュール（仏: Ligne de Petite Ceinture）は、かつてパリ市内のブルヴァール・デ・マレショー内部を運行していた環状鉄道路線である。
1852年から1969年にかけて断片的に運行を開始していったが、大部分は貨物線として開業した後、旅客化された。ただし、オートゥイユ線（オートゥイユ・ブーローニュ-ポン・カルディネ間）として開業した部分は、1854年の当初から旅客線であり、貨物輸送が遅れて1867年から行われた。
メトロとの競合が激化したことから、1985年まで旅客営業が継続できたオートゥイユ線との共用部分を除いて、1934年7月に大部分の旅客輸送を廃止して貨物輸送のみを行うようになった。
しかし、貨物輸送も1990年代に運行を休止し、現在では大部分が使用されていない。なお、オートゥイユ線の大部分はRER C線の一部として現在も使用されている。

## 歴史

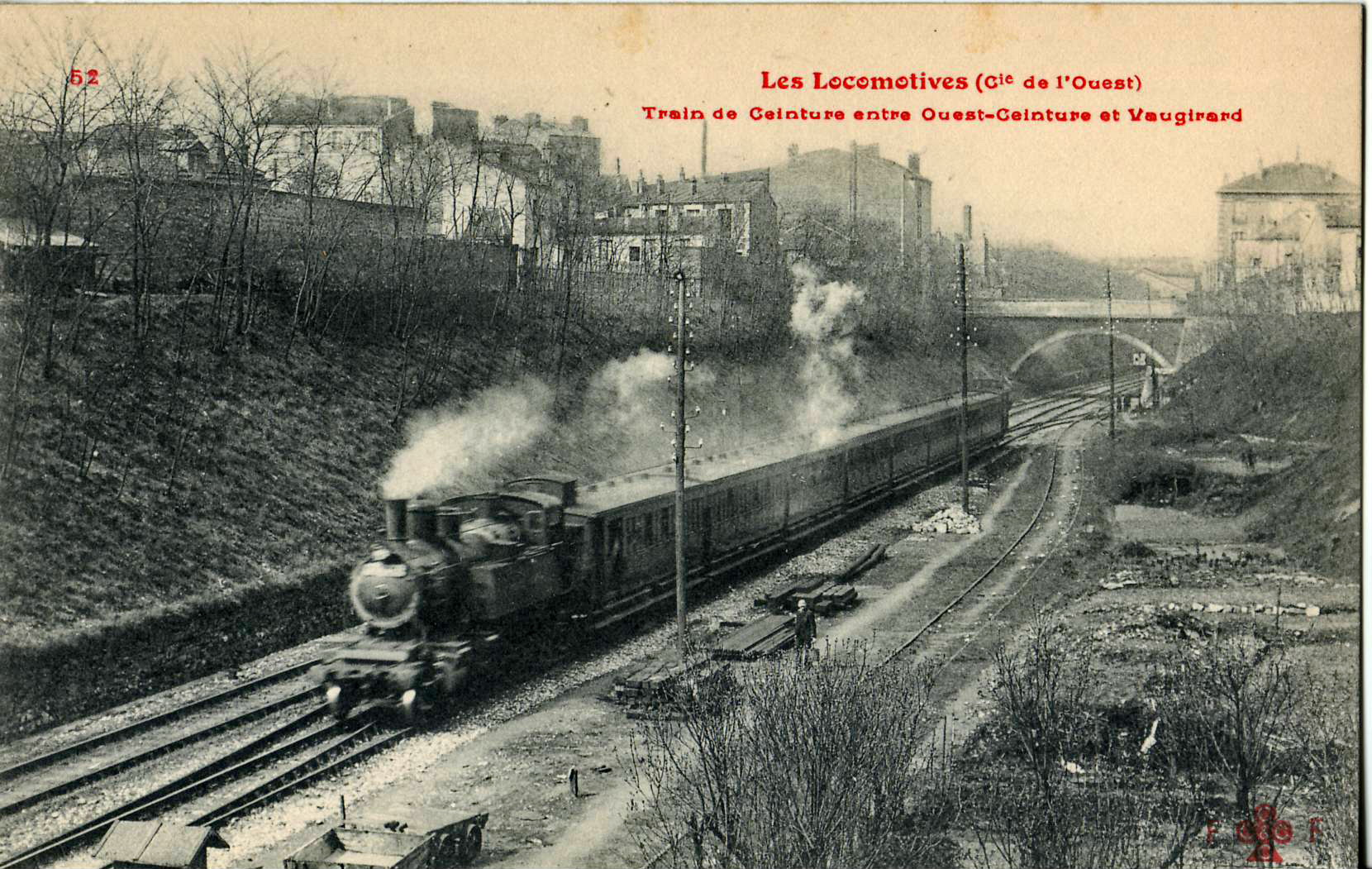
第一次世界大戦前の旅客列車

ターミナル駅毎の行き先地域図

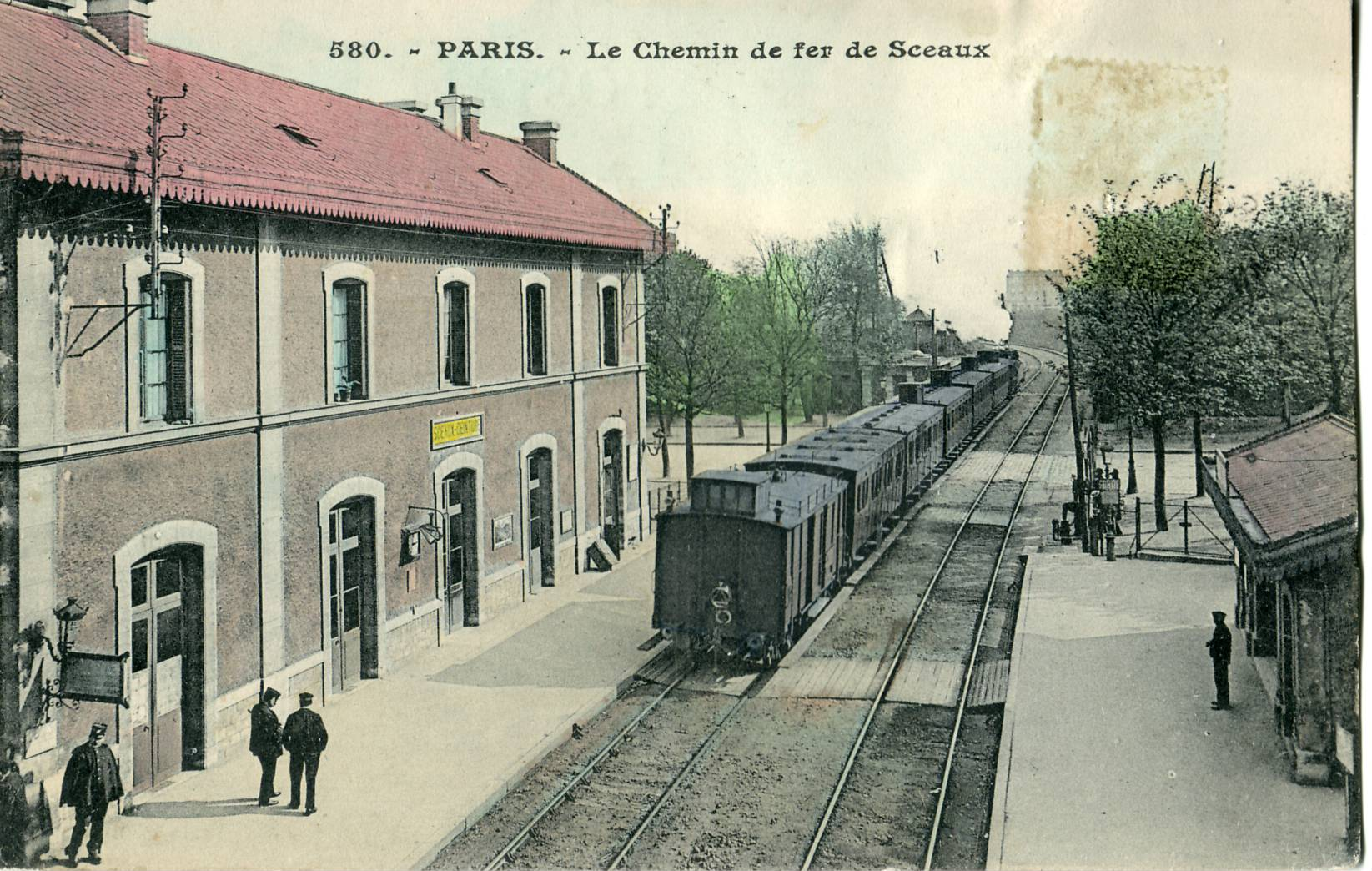
1867年開業のパリ・オルレアン鉄道時代のソー線（プティト・サンチュールとの乗換駅であるソー・サンチュール駅）（現シテ・ユニヴェルシテール駅）

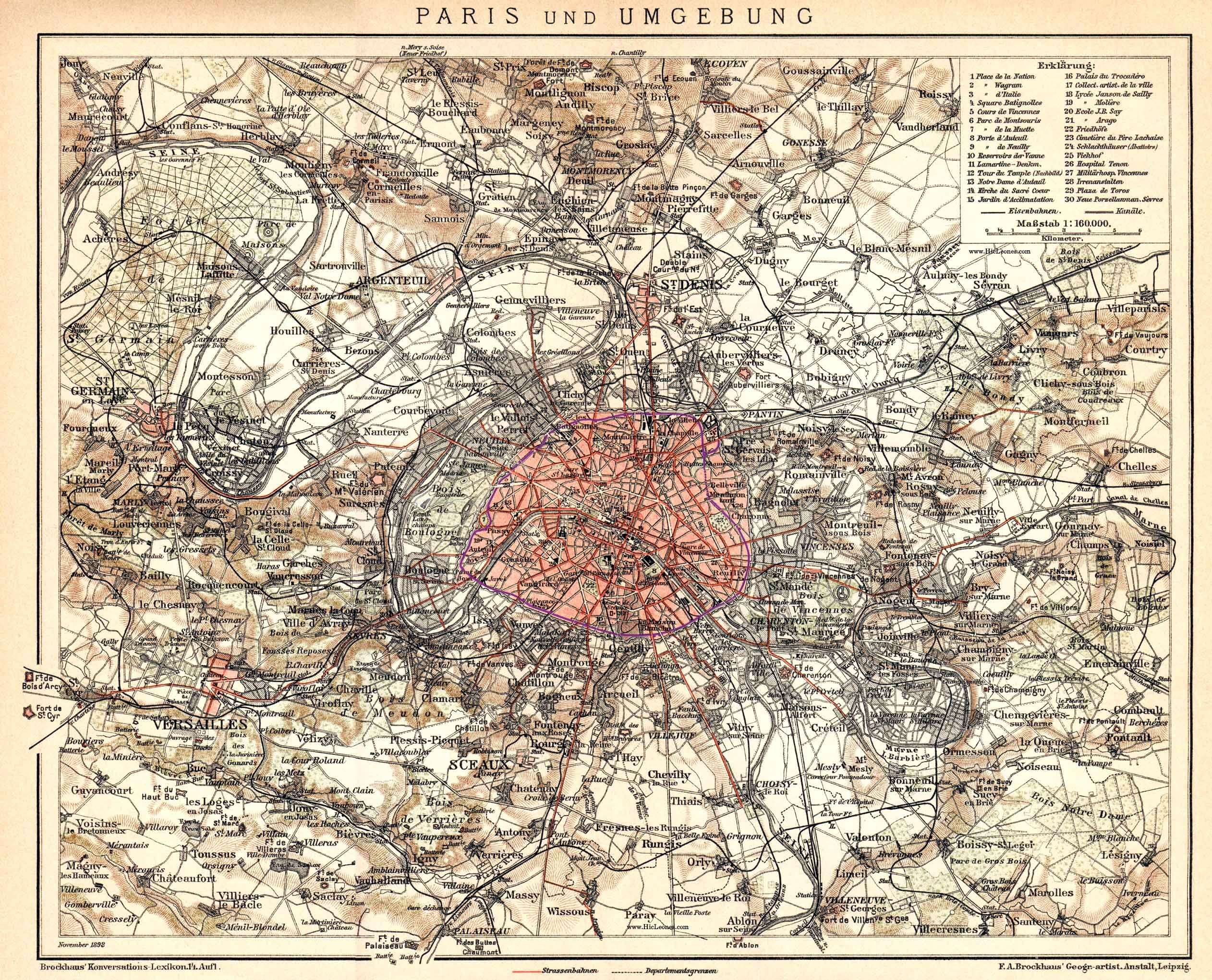
1898年当時のパリ市および周辺地図。紫色の線がプティト・サンチュール

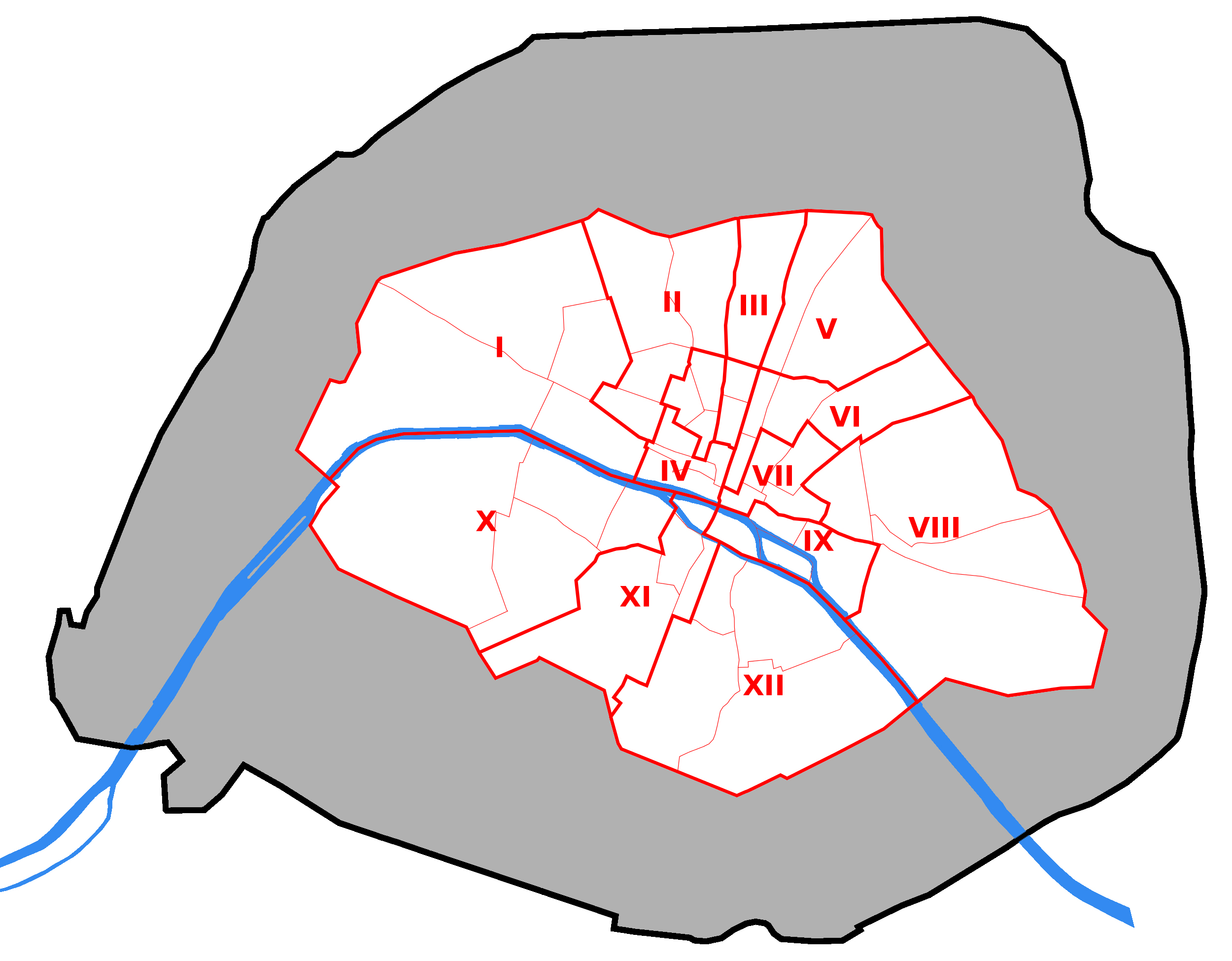
ティエールの城壁（外側）とフェルミエー・ジェネローの城壁（内側）との位置関係
前者と後者の間にプティト・サンチュールが走っていた。現在は、後者の跡に沿って、パリメトロ2号線及びパリメトロ6号線が走っている。

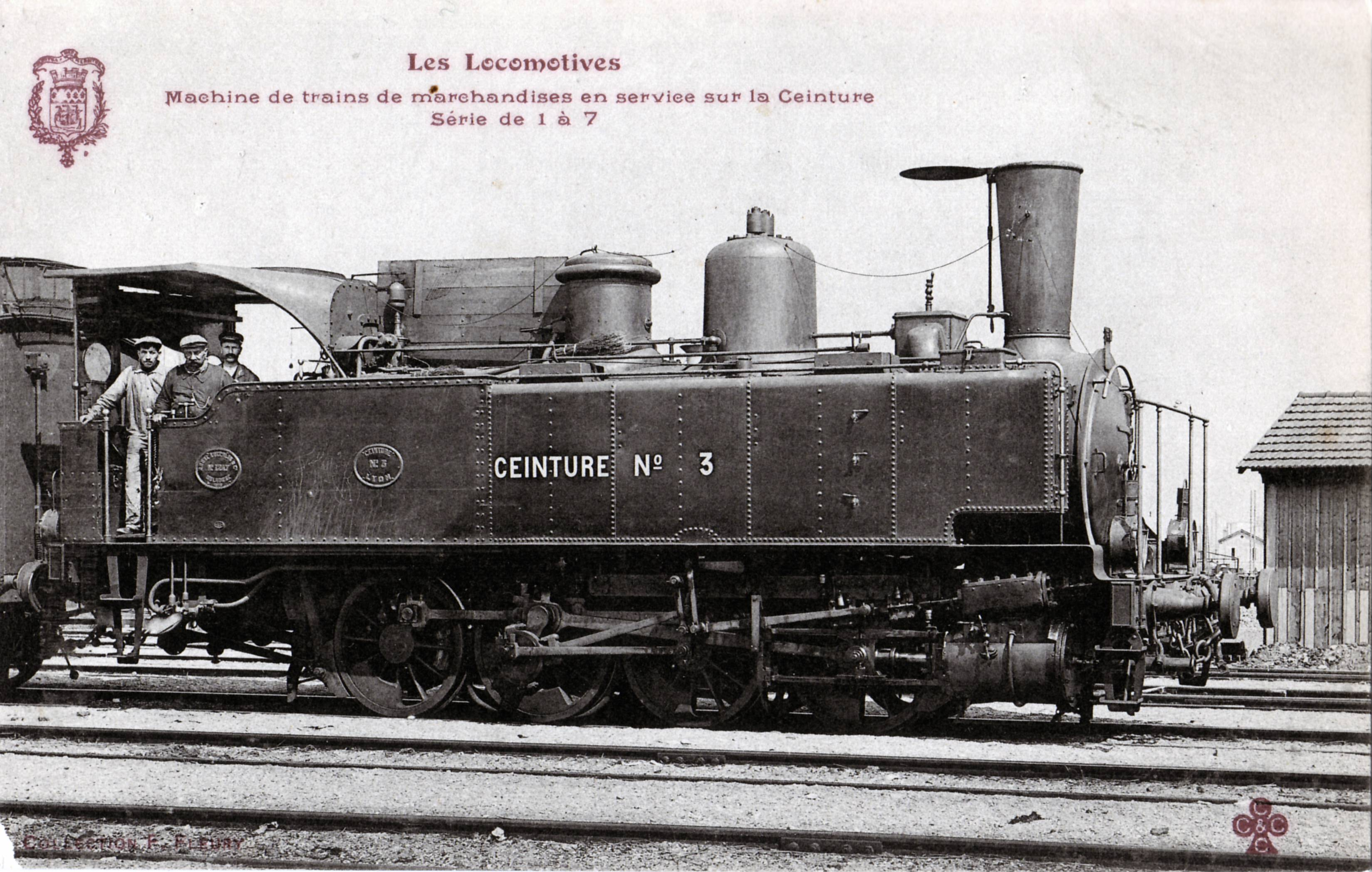
サンチュール組合の040型機関車 3番

### 19世紀

#### 建設まで
19世紀半ば、パリを中心とする放射状鉄道がいくつか建設されたが、それらは鉄道会社毎のターミナル駅を連絡する計画を欠いていた。10年程の間に、各鉄道会社のターミナル駅が、パリ市内でまだほとんど手つかずだった土地に、それぞれの会社の方法で建設された。すなわち、1837年にパリ・サン＝ジェルマン鉄道のサン・ラザール駅、1840年にヴェルサイユ・左岸鉄道のモンパルナス駅、1840年にパリ・オルレアン鉄道のオステルリッツ駅、1846年北部鉄道 (フランス)のパリ北駅、1846年にソー鉄道のアンフェール城門駅（ダンフェール＝ロシュロー駅）、1849年にパリ・リヨン鉄道のリヨン駅及びパリ・ストラスブール鉄道のストラスブール駅（パリ東駅）がそれぞれ建設された。
この混沌とした状況は、市内交通が未だ不十分だった首都パリに、不可避的な貨物の毀損や市内10ターミナル駅間での乗客等の乗り換えによる混乱を引き起こした。
特に、1841年以降ティエールの城壁が建設されたことにより要塞化していたパリにとって、兵士の食料や兵器等の物資補給のために、補給路の確保が急務であったことは明らかだった（なお、パリが現在の20区の大きさになったのは1860年のことである。）。
各鉄道会社は、ターミナル駅間の乗換システムの構築に消極的であった。むしろ、新たな防御用の城壁（ティエールの城壁）（1851年12月10日デクレ)内でターミナル駅を接続すること、また、その建設工事によって失業者に仕事をもたらすことに関心を持っていたのは、政府であった。
この « ceinture »（ベルト）状の鉄道路線は、400万フランの国家予算及び関係5社（ルーアン鉄道、オルレアン鉄道、ストラスブール鉄道、北部鉄道及びリヨン鉄道。なお、各社は、接続駅の共同経営のために組合を統合させられた。）による100万フランの分担金によって建設された。
セーヌ川左岸のオートゥイユとオルレアン駅（現オステルリッツ駅）との間の延伸工事は、工事費用2200万フランと見積もられていたが、1861年6月14日のデクレによって、公共工事とされた。

#### 開業
プティト・サンチュールは、当初、パリの各ターミナル駅から放射状に伸びる線路を互いに連絡することと、戦略的要請からパリの城塞（ティエールの城壁）の内部を連絡することの2つを目的として、全長32kmの複線で建設された。線路はマレショーに沿って高架の上、あるいは掘割、所々トンネルの中を走っていた。
最初に建設された区間は、パリ北部のバティニョルからラ・シャペルの北部鉄道の路線までの間で、1852年12月11日に開業した。その後、1854年3月25日にパリ北部のラ・シャペルからパリ南東のベルシーまで、同年5月2日にオートゥイユ線、1867年2月25日 に左岸線（オートゥイユからグルネル経由イヴリーまで）、そして、シャン・ド・マルス分岐線が相次いで開業した。最後の区間は、1869年3月25日に開業した、クリシー（右岸）とクルーセル（オートゥイユ線）との直接接合部だった。

#### 繁栄と衰退
新しく建設されたプティト・サンチュールは、1870年の普仏戦争でその有用性を直ちに発揮し、1870年7月16日から1871年3月17日までの間にのべ80万人に及ぶ兵士輸送に寄与した。しかし、普仏戦争は、プティト・サンチュールの不十分な輸送能力をも明らかにし、1877年のグランド・サンチュール建設につながった。その結果、段階的な貨物取扱量の減少や旅客路線の飽和状況の解消がもたらされた。
右岸では、当初、地上に路線が建設されたが、1889年の博覧会開催に向けて、東部で5メートル程プラットホームの高さを上げ、北部では6から7メートル程掘り下げて、地上運行を廃止した。
19世紀末から20世紀初頭にかけて、現在のパリメトロ2号線及びパリメトロ6号線がプティト・サンチュールの内側で開業する。

### 20世紀（廃止）
1931年6月7日、パリ市議会に、プティト・サンチュールの旅客輸送を廃止すべきとする報告書が提出される。報告者であるジョルジュ・プラドは、プティト・サンチュールの最盛期が1890年から1900年までであり、その旅客数がパリ城壁内の総旅客数の10パーセントを決して超えなかったこと及び1930年に辛うじて1パーセントを超えたに過ぎないことを明示した。なお、ティエールの城壁は1919年から1929年にかけて解体されており、このころには、戦略的要請も低下ないし消滅していた。
旅客の輸送は1934年4月1日に終了し、以降、バスのPC線が代行輸送することとなった。その後西側のポン・カルディネからオートゥイユまでの通称オートゥイユ線は1985年まで利用されたが、1988年RER C線がポントワーズ、アルジャントゥイユ方面へ延伸した際にそのルートを提供した。15区のヴィクトール通りと16区のオートゥイユ門を結び、セーヌ川を渡っていた高架橋は1958年に解体され、路線の西と南は離ればなれになった。
1934年以降はもっぱら貨物列車がプティト・サンチュールを利用した。南部では1976年までグルネルのシトロエンの工場（現在はアンドレ・シトロエン公園になっている）に、1979年までヴォージラールの屠殺場（現在はジョルジュ・ブラッサン公園になっている）に、1991年までゴブラン駅（13区のオリンピアード地区にあった）に通じていた。また、1980年代の末までパリのターミナル駅の間を列車を移動させるのにも使われた。貨物輸送は1990年代の初めまで行われた。
アヴニュー・アンリ・マルタン駅よりポルト・ド・クリシー駅までの区間はRER C線として現在も運用されている。駅舎の一部はカフェや店舗などに店貸しされている。

## 現況

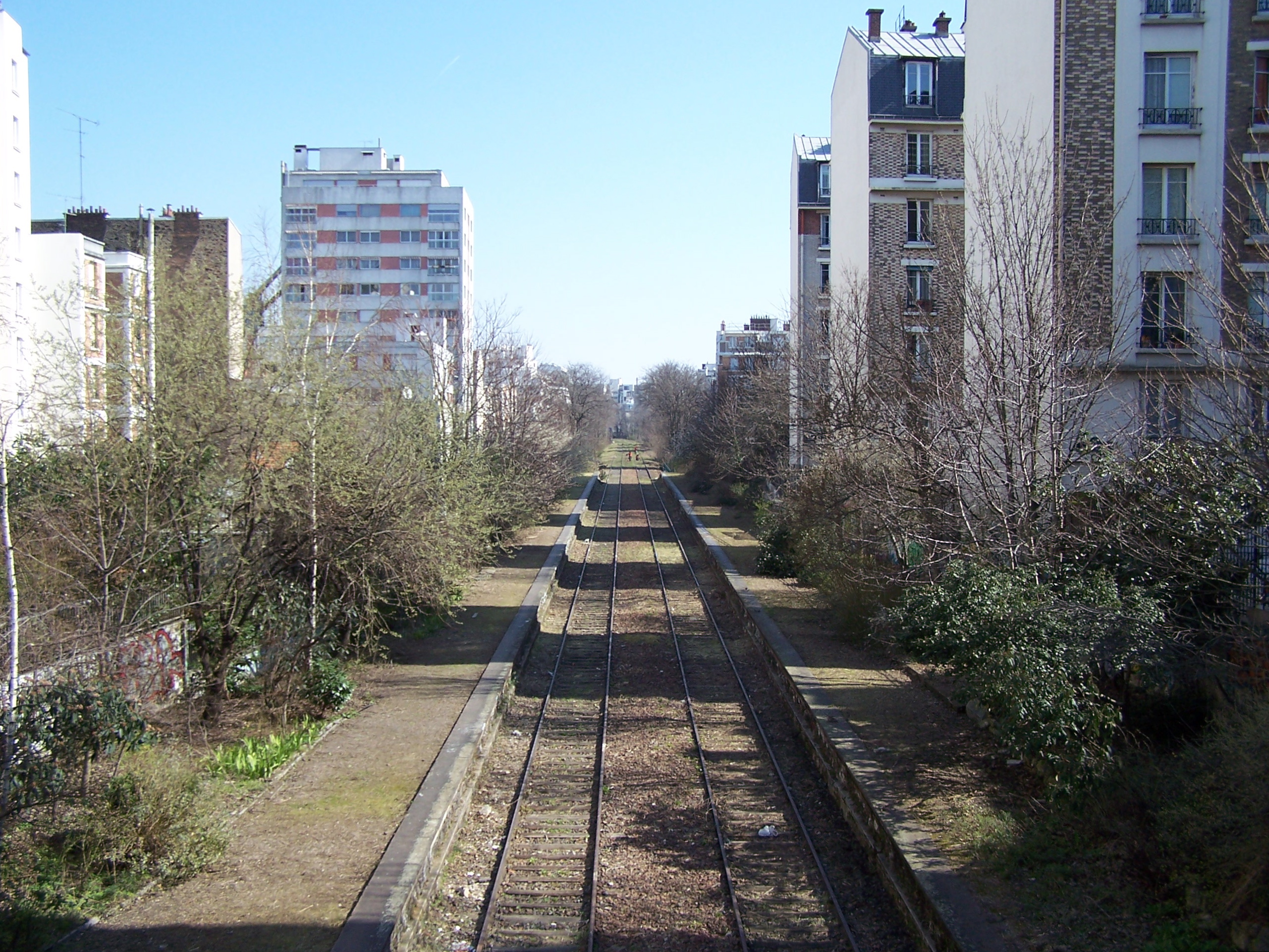
プティト・サンチュールの廃駅、ラ・ラペー・ベルシー駅跡（パリ12区）

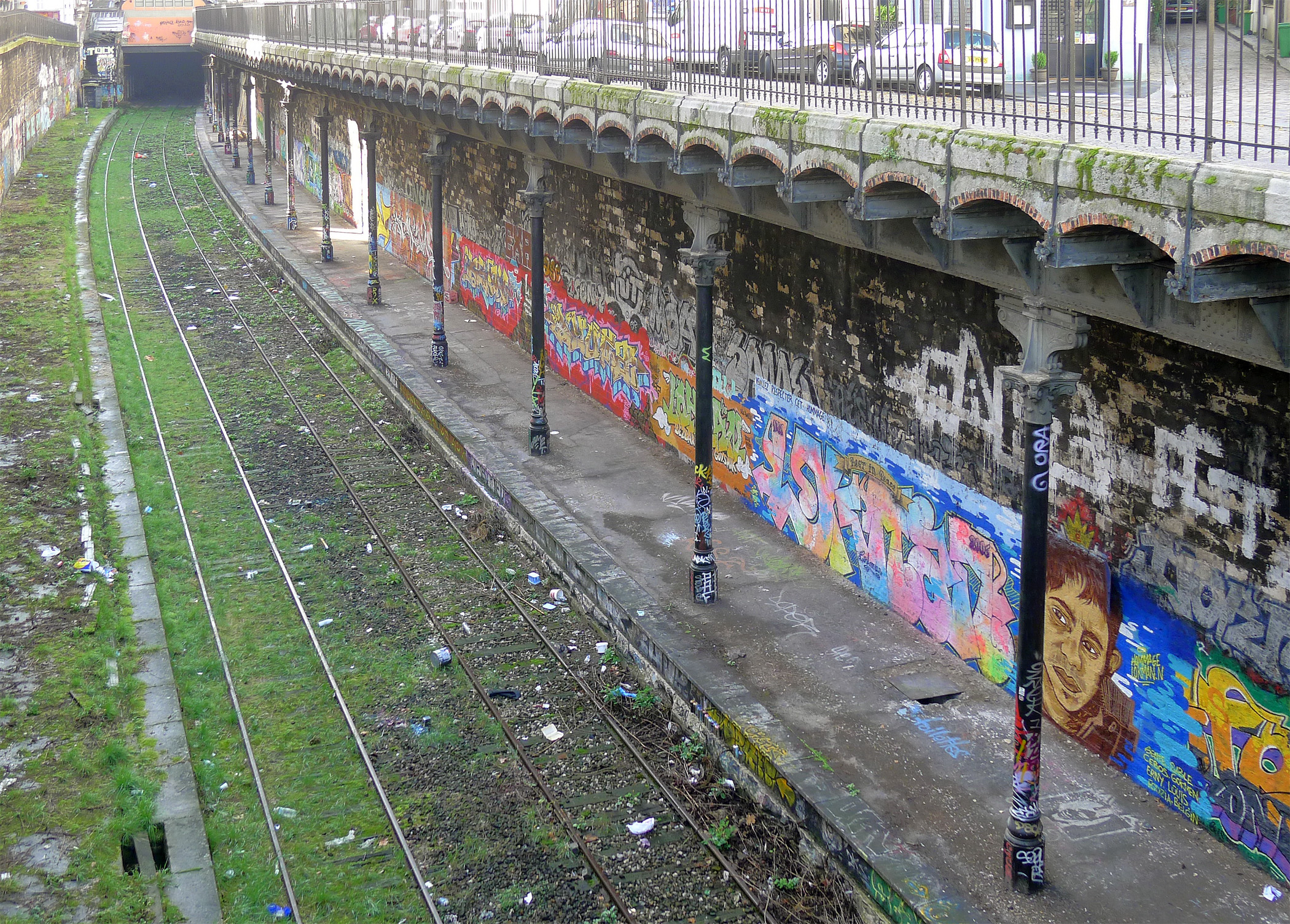
アヴニュー・ド・サントゥアン駅（パリ18区）

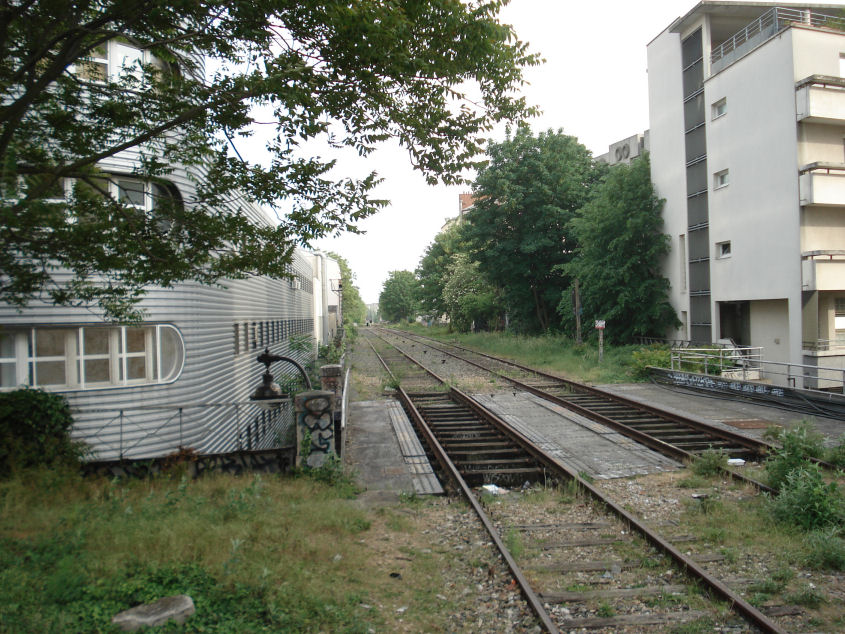
パリ20区の線路跡

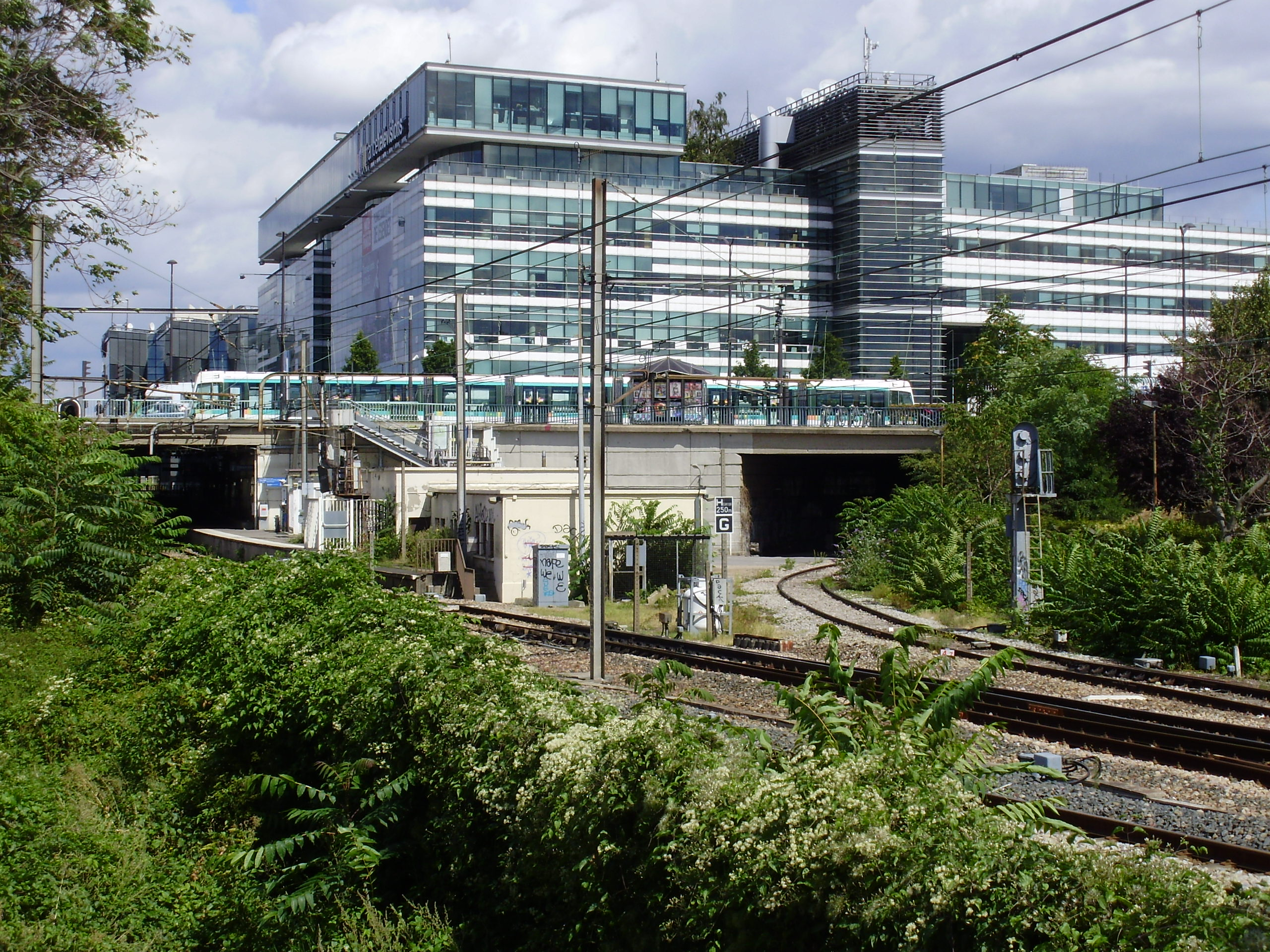
1964年建設のヴェルサイユ左岸線との接合部（フランステレヴィジョン前）

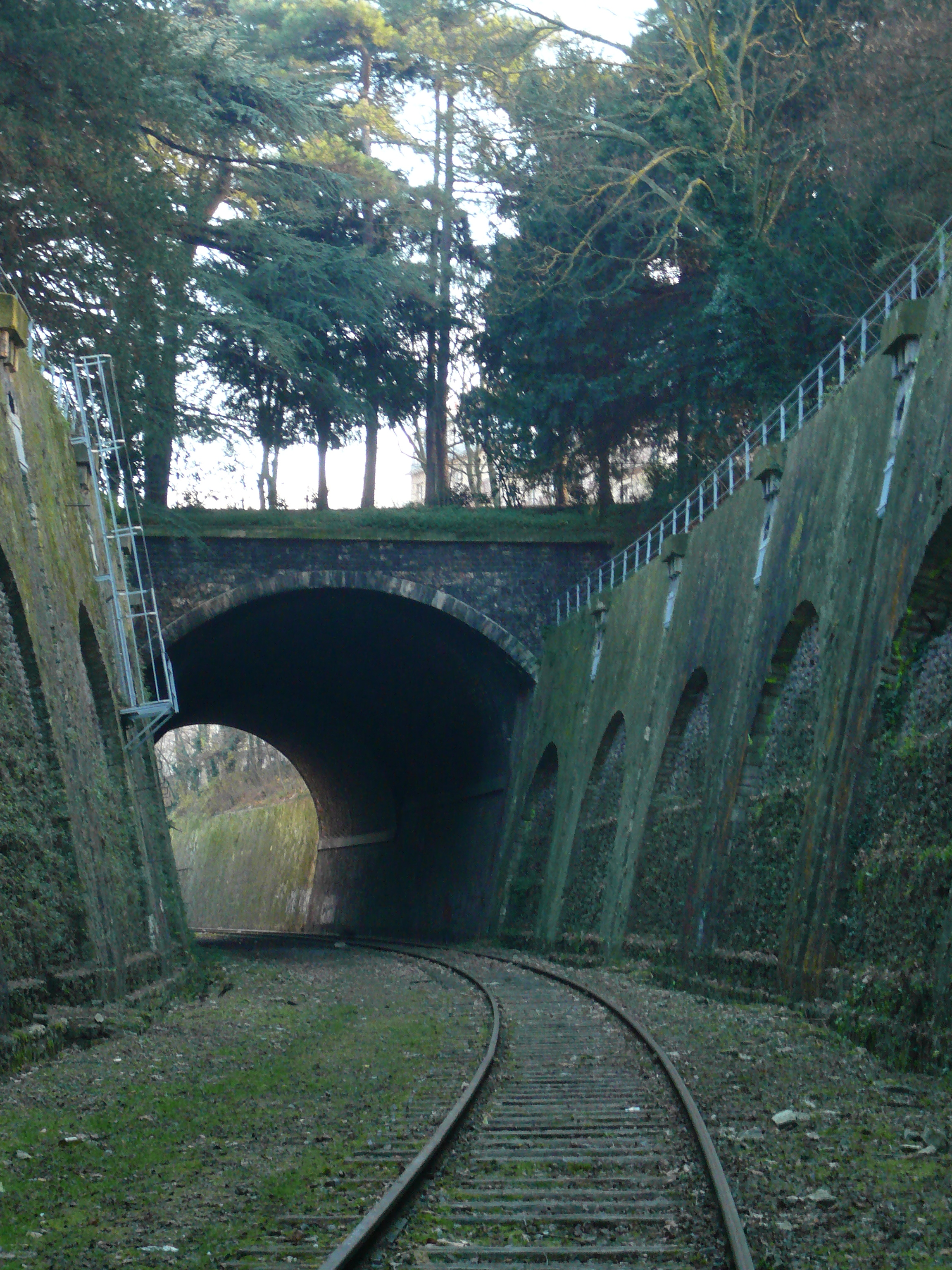
モンスーリ公園内の20メートル程の掘割部

現在プティト・サンチュールは放置されている。信号システムは作動する状態にあるが列車の運行は完全に中止されている。例えば南部分の路線はメトロ14号線の建設で出た廃土を処分するために整地された。
2013年現在、プティト・サンチュールは、北のポルト・ド・クリシー駅付近（サン＝ラザール駅北側）からパリの東部を通って南のポン・デュ・ガリグリアノ駅付近までの間に23kmのレールが残っている。パッシー・ラ・ミュエット旧駅舎（現在はレストランLa Gare）からオートゥイユ旧駅舎に至るまでの西側の部分はレールが完全に取り除かれている。2007年、パリ市と土地の所有者であるフランス鉄道線路事業公社との間で、一時的な占有の後に所有権を移転し、最終的に景観及び自然の保全をした上での一般公開を行うとの使用方法に関する合意がなされた。その後、あるアソシアシオンが清掃や一般公開のために必要な改良等を行うことを許可された。この敷地部分は、2007年12月21日から、自然歩道として一般公開されている。
ヴィクトール大通りとの接続部分（ポイントXの名で知られている。）は、数か月間、技術上の問題から切断されていたが、トラムウェイT2号線のポルト・ド・ヴェルサイユ駅方面延伸関連工事の後方基地への通路を確保するために、2007年初頭に再開された。
線路は13区のアヴニュー・ド・フランスのところでも同様に分断されているが、これは工事用トラックの出入りのためにさびた廃線路の上に一時的にコンクリートの仮道路を作ったためであり、これを取り除けば再びつながり、グルネルからアヴニュー・ド・クリシーまでの線路は分断無く再利用可能である。トラムウェイを延伸するために使うという案もあり、具体的には現在のT3号線の延長、サンドニ市内から延伸する予定のトラミーと呼ばれる計画線の予定が挙がっている。（詳しくはトラム (パリ)の項を参照）
プティト・サンチュールに立ち入ることは、1969年6月10日デクレによる改正後の1942年3月22日デクレ5条によって、厳格に禁止されている。実際、敷地は金網や塀で囲まれており、様々な植物が生い茂っている。
プティト・サンチュールの再利用についてはいくつかの計画が持ち上がっている。
- 貨物線
- メトロまたはトラムウェイ

トラムT3線がセーヌ左岸のマレショーに完成したため、南部13-15区については線路としての再利用可能性はほぼ消えた。またメトロ14番線の延長案もあったが現在は計画が変更されている。北東部12,18-20区は依然計画として持ち上がっている。
- 旧バスティーユ線のような緑道

一部の駅舎は再利用されている。後述の駅一覧を参照。

### 難民問題
2010年代に入って急激に増加したシリアなどのアラブおよびアフリカ諸国やロマの移民、難民の増加により、プティト・サンチュールの特に北側（アヴニュー・ド・クリシー〜ラ・シャペル・サン・ドニ間）の敷地において、難民たちが建てたバラックが増加している。上下水道や電気のない環境で、2015年12月15日のル・パリジャン紙の報道によれば現在約400人が住むスラム街と化しており、社会問題となっている。特にこの集落に住む難民の子供達について、NGO団体が救済を求める声を上げている。

## 駅
オートゥイユ・ブーローニュ (Auteuil-Boulogne)
駅舎は現在SNCF窓口として利用
パッシー・ラ・ミュエット(Passy-la-Muette)
駅舎は現在レストランLa Gareとして利用
アヴニュー・アンリ・マルタン(Avenue Henri Martin)
RER-C線として駅舎後部および旧線路を再利用、駅舎前部はカフェとして利用
アヴニュー・デュ・ボワ・ド・ブーローニュ(Avenue du Bois-de-Boulogne)
現在の駅名アヴニュー・フォーシュ(Avenue Foch) RER-C線とて駅舎および旧線路を再利用
ヌイイ・マイヨー(Neuilly-Maillot)
RER-C線として駅舎および旧線路を再利用
クルセル・ルヴァロワ(Courcelles-Levallois)
現在の駅名ペレール・ルヴァロワ(Pelère Levarois) RER-C線として駅舎および旧線路を再利用
アヴニュー・ド・クリシー(Avenue de Clichy)
現在の駅名ポルト・ド・クリシー(Porte de Clichy) RER-C線として旧線路を再利用、駅舎は新設
アヴニュー・ド・サントゥアン(Avenue de Saint-Ouen)
駅舎は現在食器店として利用、ホームの屋根が現存
ブルヴァール・オルナノ(Boulevard Ornano)
駅舎は現在レストラン（ラ・ルシクルリー）やファーストフード店等として利用、ホームの土地は整備されて現存
ラ・シャペル・サン・ドニ(La Chapelle-Saint-Denis)
構造物は無し、ホームの土地は整備されて現存
レヴァンジル(L’Évangile) (anciennement Gare de la Chapelle)
駅舎はSNCF操車場に直結
エスト・サンチュール(Est-Ceinture)
駅舎の一部外壁が現存
ポン ド フランドル(Pont de Flandres)
駅舎は現在民家として利用
ベルヴィル・ヴィレット(Belleville-Villette)
構造物は無し、ホームの土地は整備されて現存
メニルモンタン (Ménilmontant)
構造物は無し、ホームの土地は放置
シャロンヌ(Charonne)
駅舎は現在カフェ・ライブバー、フレーシュ・ドールFlèche d'Or（「金の矢」号、昔の特急列車の名前）として利用、夜間のみ営業中
リュー・ダヴロン(Rue d’Avron)
駅舎は現在民家として利用
アヴニュー・ド・ヴァンセンヌ(Avenue de Vincennes)
駅舎は現在乗用車整備店として利用
ベルエール サンチュール(Bel-Air Ceinture)
構造物は無し、ホームの土地は放置
リュー・ドゥカン(Rue Decaen)
構造物は無し、ホームの土地は整備されて現存
ベルシー・サンチュール(Bercy-Ceinture)
駅舎は柔道教室として利用
ラ・ラペー・ベルシー(La Rapée-Bercy)
構造物は無し、ホームの土地は整備されて現存
オルレアン・サンチュール(Orléans-Ceinture)
駅舎はRER-C線として再利用されたが、隣接してビブリオテーク・フランソワ・ミッテラン駅が2000年に開業したことにより現在は再び閉鎖、利用されず放置。
メゾンブランシュ(Maison Blanche)
構造物は無し、ホームの土地は放置
モンルージュ(Montrouge)
駅舎前部は個人営業の電気店、および後部は室内テニスコートとして利用、ホームの土地は放置
パルク・ド・モンスーリ(Parc de Montsouris)
構造物は無し、ホームの土地は放置
ウェスト サンチュール(Ouest ceinture)
駅舎は現在SNCF窓口と書いてあるが常に閉鎖
アバトワール・ド・ヴォージラール(Abattoirs de Vaugirard)（家畜用）
構造物は無し、ホームの土地は放置
ヴォージラール サンチュール(Vaugirard Ceinture)
駅舎は現在保育園として利用
グルネール(Grenère)
駅舎跡の土地はフランステレビジョン放送局のビルが建設
ポンデュジュール(Pont-du-Jour)
唯一跡形も無く撤去された駅。現在は幅の広い車道

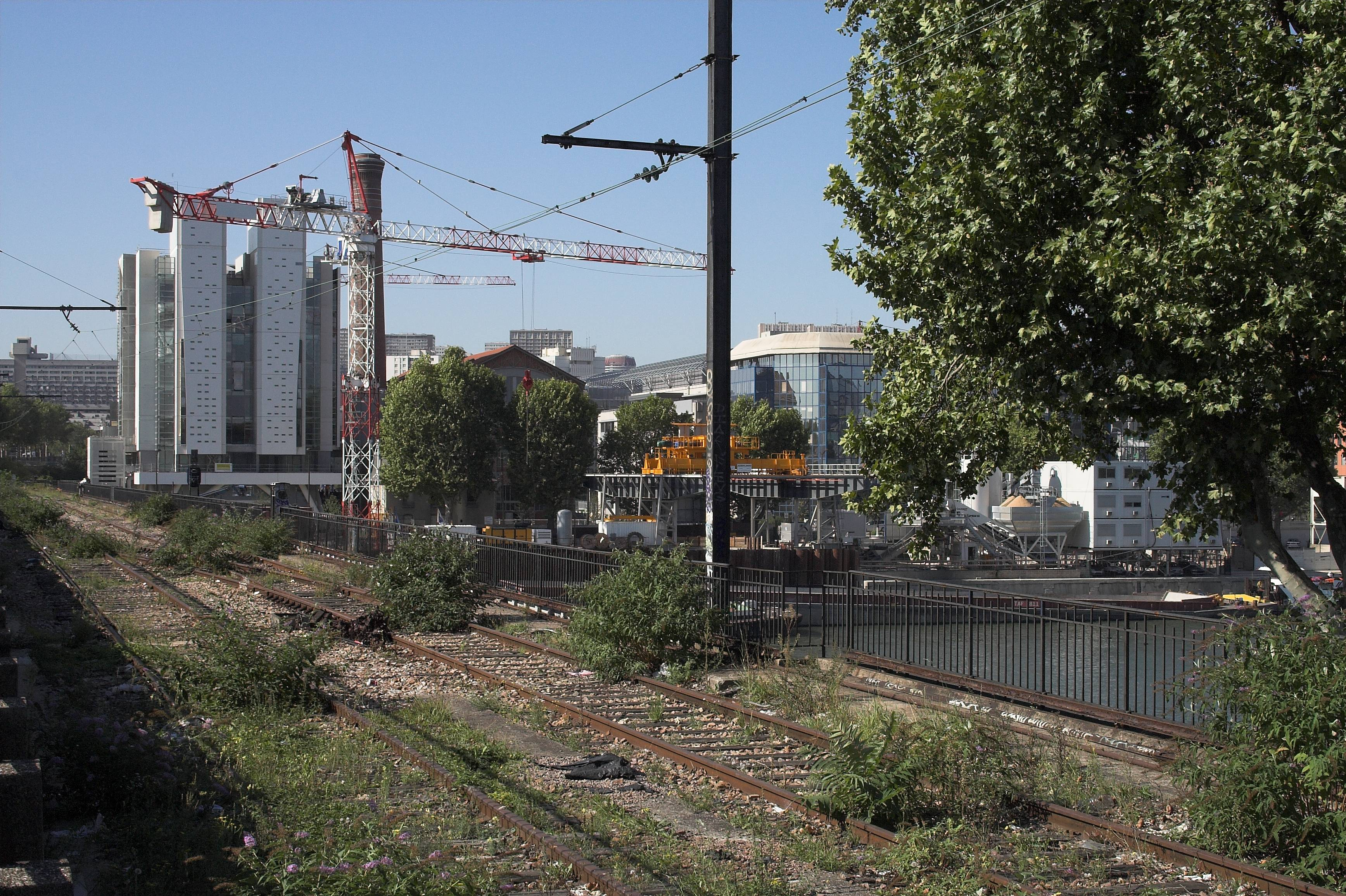
ナシオナル橋上。錆付いた線路が観察できる
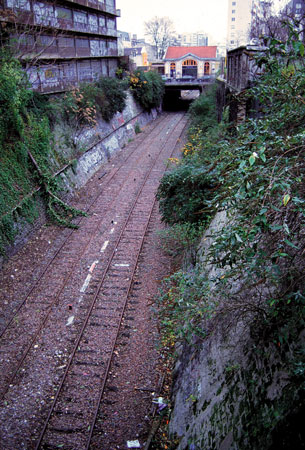
旧シャロンヌ駅付近
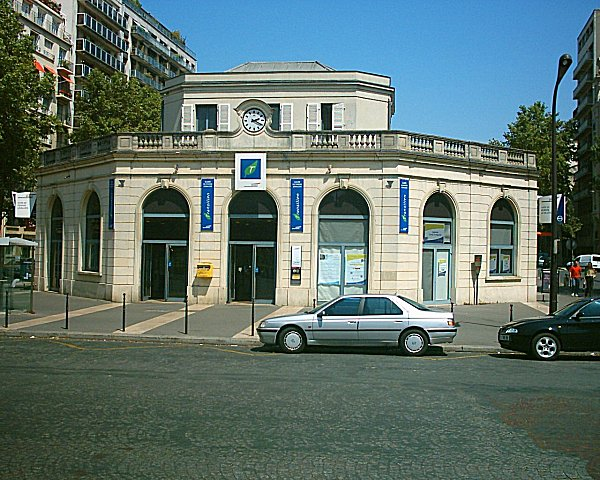
旧クルセル・ルヴァロワ駅のように、現在でもフランス国鉄の駅として使われている駅もある
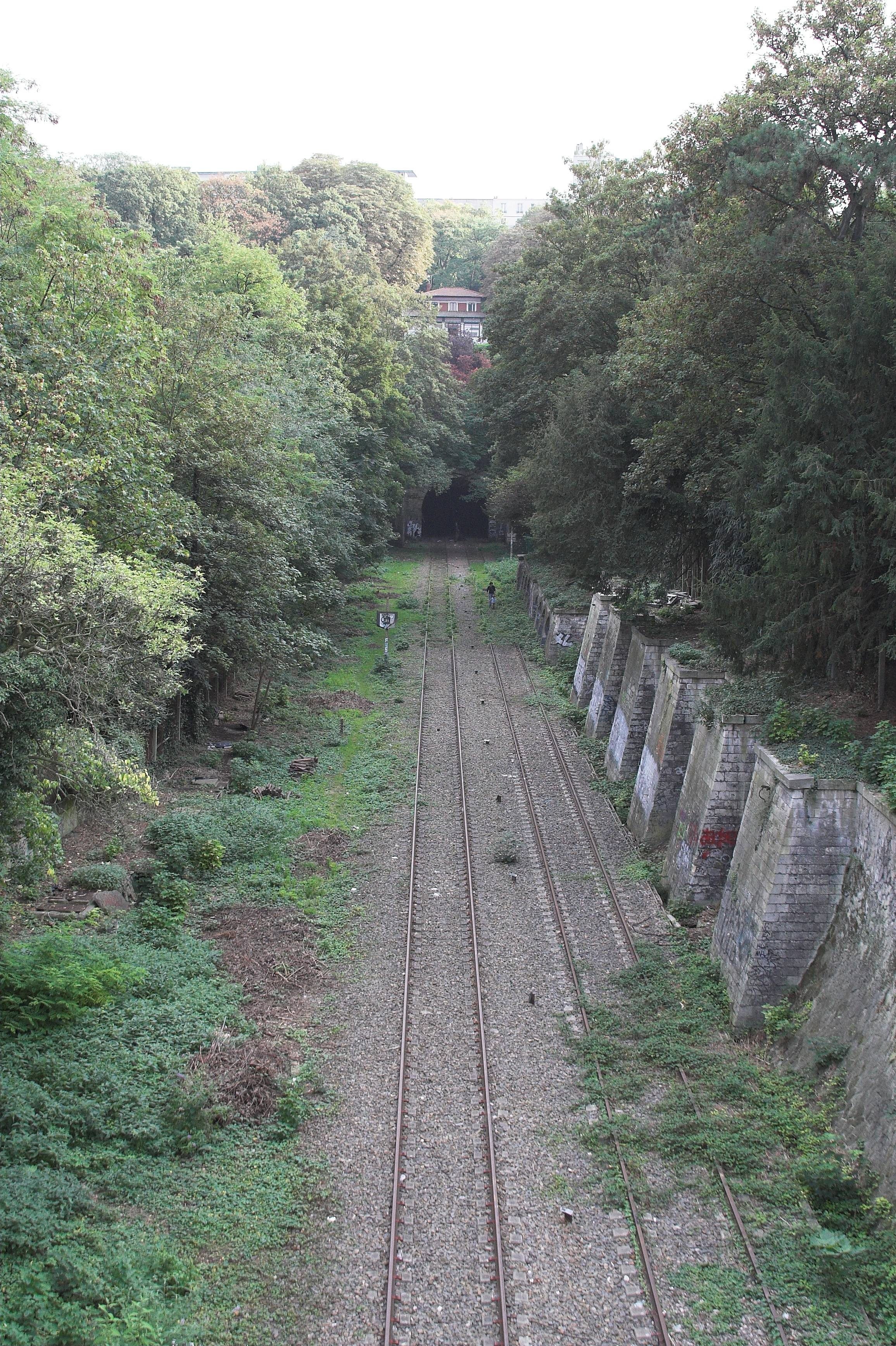
ビュット・ショーモン公園内の線路跡